# Radéjiv
Radéjiv (ucraniano: Раде́хів; polaco: Radziechów) es una ciudad de Ucrania, perteneciente al raión de Chervonohrad en la óblast de Leópolis.
En 2017, la ciudad tenía una población de 9735 habitantes. Desde 2018 es sede de un municipio que tiene una población total de más de treinta mil habitantes y que incluye 41 pueblos como pedanías.
Se ubica a medio camino entre Leópolis y Lutsk sobre la carretera H17, unos 25 km al este de la capital distrital Chervonohrad.

## Historia
Se conoce la existencia de Radéjiv en documentos desde 1472, cuando se menciona que era uno de los pueblos del ducado de Belz, que acababa de ser incorporado al reino de Polonia como el voivodato de Bełz. El pueblo original fue destruido por los tártaros en 1578. En el siglo XVIII, los propietarios de estas tierras construyeron aquí un gran palacio para controlar los latifundios, que dio lugar a la fundación de la actual ciudad, que en 1752 adoptó el Derecho de Magdeburgo. En la partición de 1772 pasó a formar parte del Imperio Habsburgo, dentro del cual se desarrolló notablemente en la segunda mitad del siglo XIX por las inversiones de la familia noble Badeni, que en 1910 llegó a financiar una línea de ferrocarril que pasara por la ciudad, uniendo Leópolis con Stoyániv.
En 1923 se incorporó a la Segunda República Polaca, que incluyó la ciudad en el voivodato de Tarnópol. Tras la Segunda Guerra Mundial, en 1945 pasó a formar parte de la RSS de Ucrania, en la cual fue capital del raión de Radéjiv, que siguió existiendo hasta la reforma territorial de 2020.